# 214省道 (四川省)
214省道即甸沙关－挖断路公路，简称甸挖路，是四川省西南部的一条省道北南纵线。道路北起凉山州会理县与攀枝花市米易县交界处的甸沙关，南止攀枝花市仁和区与云南省楚雄州永仁县交界处的方山挖断路（地名），两端均与108国道相连，全长167.376公里，近乎完全在攀枝花市境内，是攀枝花市与外界联系的主干公路。全线均处于山区，地形复杂，道路海拔介于990米至1820米间。
由于早年从甸沙关经会理县城至挖断路之间的108国道公路技术等级较低，并且需在鱼鲊渡渡过金沙江（直到2015年鱼鲊大桥通车），自1966年渡口市雅江桥和渡口桥建成后，甸挖路的通行能力就远远超过了与之并行的108国道，绝大多数过境车辆被214省道吸引，因而常有人把214省道误认作108国道。
随着《国家公路网规划（2013年－2030年）》及《四川省普通省道网布局规划（2013－2030年）》的逐步实施，甸沙关－挖断路公路将不再使用214省道的编号。米易至挖断路编入227国道（张掖－孟连公路），甸沙关至米易编入465省道（甸沙关－会理公路）。而214省道的编号则被川南地区的石桥－大坝公路使用，但在2013年至2030年之间的过渡时期，甸沙关－挖断路公路仍将经常被称为214省道。

## 路径
214省道从会理县云甸乡甸沙关起，途经湾丘、宁华、米易县城、丙谷、垭口、桐子林、雅江桥、倮果大桥、攀枝花市城区、总发、大田、平地，止于川滇界挖断路。途中在雅江桥跨越雅砻江，在倮果大桥跨越金沙江。其中在里程98公里处雅江桥至99.5公里处倮果大桥北之间与310省道共线，在渡口大桥下至仁和沟口桥处亦与310省道共线，在平地至挖断路川滇界之间与108国道共线。
道路在雅江桥至路歇桥间约有20余公里穿行于攀枝花市城区，因此部分路段与城市街道局部重合，依次是钢城大道东段、金沙江大道东段、攀枝花大道东段、攀枝花大道中段、金沙江大道西段、迤沙拉大道。

## 历史
甸挖路系由早年的甸渡路和平大路合并而成，甸渡路由甸沙关至渡口桥，平大路由平地镇至大渡口。甸渡路曾先后由渡口桥和密地桥跨越金沙江，1995年倮果大桥建成通车后改由倮果桥跨江。平大路在路歇桥至大渡口之间曾走仁和沟东岸的大河路（今攀枝花大道），在迤沙拉大道建成后改至西岸。多年来随着省道多次升级改造，以及雅砻江桐子林水电站、仁和沟大竹河水库等水利工程的影响，多处路段有小范围取直或绕道。

## 灾害
- 1995年7月22日米易县连降暴雨引发山洪泥石流，冲毁K58+100处的工农兵桥两头引桥20多米，K64至K65的路基被冲毁，毁坏汽车5辆，死亡、失踪19人，冲毁农田2600多亩。

## 参看
- 四川省道
- 雅江桥
- 倮果大桥